# Ономакрит
Ономакрит (др.-греч.  Ὀνομάκριτος, ок. 530—480 д.н. э.) — греческий хресмолог, то есть составитель сборников предсказаний оракулов. Жил при дворе тирана Писистрата в Афинах. По легенде он подготовил афинское издание поэм Гомера.

## Геродот об Ономакрите
Геродот рассказывает, что Ономакрит был нанят Писистратом для того, чтобы собрать вместе пророчества Мусея, однако Ономакрит вставил в текст фальшивые предсказания собственного сочинения. Разоблачил подлог Лас Гермионский. В итоге Ономакрит был изгнан из Афин сыном Писистрата Гиппархом. Впоследствии Ономакрит помирился с Писистратом. Согласно Геродоту, пророчества Ономакрита повлияли на решение царя Персии Ксеркса I начать войну с Грецией:

 Затем прибыли в Сусы некоторые Писистратиды (…). Они-то и привезли с собой афинянина Ономакрита — толкователя оракулов, который собрал [и обнародовал] изречения Мусея. (…) Теперь же Ономакрит отправился вместе с ними [в Сусы] и всякий раз, являясь пред царские очи, читал свои прорицания. При этом он пропускал те изречения, которые намекали на поражение варваров, и выбирал лишь наиболее благоприятные. Он объявил, что некогда одному персу суждено соединить мостом Геллеспонт, и предсказал поход Ксеркса. Так Ономакрит побуждал царя своими прорицаниями, а Писистратиды и Алевады советами.  (Геродот, VII, 6, пер. Г. А. Стратановского)

## Павсаний об Ономакрите
Павсаний также приписывает Ономакриту ряд сфальсифицированных стихотворений от имени Мусея. Объясняя присутствие титана Анита в Ликосуре, он говорит, что: «От Гомера имя титанов заимствовал Ономакрит и представил титанов виновниками страстей Диониса. Таково предание у аркадян об Аните».
Согласно сообщению Павсания Ономакрит был первым орфическим теологом и поэтом.